# Zasada separacji
W teorii sterowania, zasada separacji, znana bardziej formalnie jako zasada separacji estymacji i sterowania, mówi, że przy pewnych założeniach problem zaprojektowania, dla układu stochastycznego, optymalnego regulatora (pracującego w pętli sprzężenia zwrotnego) można sprowadzić do projektu optymalnego obserwatora stanu układu, którego wyjście należy następnie podać na wejście optymalnego deterministycznego regulatora tego układu. Problem rozbija się więc na dwie odrębne części, co upraszcza proces projektowania.
W szczególności wykazane zostało, że jeśli zaprojektuje się obserwator stanu stabilny w sensie BIBO i stabilne sprzężenie zwrotne od stanu dla stacjonarnego układu liniowego, wówczas taki obserwator stanu połączony w rozważany układ ze sprzężeniem zwrotnym będzie stabilny. Inny przykład to separacja rozwiązania dla sterowania z regulatorem liniowo-kwadratowym-Gaussa (LQG) na dwie części: na filtr Kalmana i optymalny regulator liniowo-kwadratowy.
Jednak zasada separacji w ogólności nie jest spełniona. Zasady tej nie spełniają na przykład układy nieliniowe.

## Dowód zasady separacji dla stacjonarnego układu liniowego
Niech dany będzie układ opisany następującymi równaniami stanu:
{\displaystyle {\begin{aligned}{\dot {x}}(t)&=Ax(t)+Bu(t)\\y(t)&=Cx(t)\end{aligned}}}
gdzie:
{\displaystyle u(t)} – sygnał wejściowy,
{\displaystyle y(t)} – sygnał wyjściowy,
{\displaystyle x(t)} – wewnętrzny stan układu.
Można zaprojektować obserwator w postaci:
{\displaystyle {\dot {\hat {\textbf {x}}}}=(A-LC){\hat {\textbf {x}}}+Bu+Ly}
i sprzężenie zwrotne od stanu:
{\displaystyle u(t)=-K{\hat {\textbf {x}}}}
Jeśli określi się błąd {\displaystyle e} przez
{\displaystyle e=x-{\hat {\textbf {x}}},}
wówczas
{\displaystyle {\dot {e}}=(A-LC)e}
{\displaystyle u(t)=-K(x-e).}
Dynamika pętli ze sprzężeniem zwrotnym może być teraz zapisana jako:
{\displaystyle {\begin{bmatrix}{\dot {x}}\\{\dot {e}}\end{bmatrix}}={\begin{bmatrix}A-BK&BK\\0&A-LC\end{bmatrix}}{\begin{bmatrix}x\\e\end{bmatrix}}}
Jako że jest to macierz trójkątna, wartości własne to tylko wartości {\displaystyle A-BK} i {\displaystyle A-LC.} Widać więc, że stabilność obserwatora i sprzężenia zwrotnego są niezależne.